# Douglas (Wyoming)
Douglas es una ciudad ubicada en el condado de Converse en el estado estadounidense de Wyoming. Es sede del condado de Converse. En el año 2010 tenía una población de 6120 habitantes y una densidad poblacional de 450 personas por km².

## Geografía

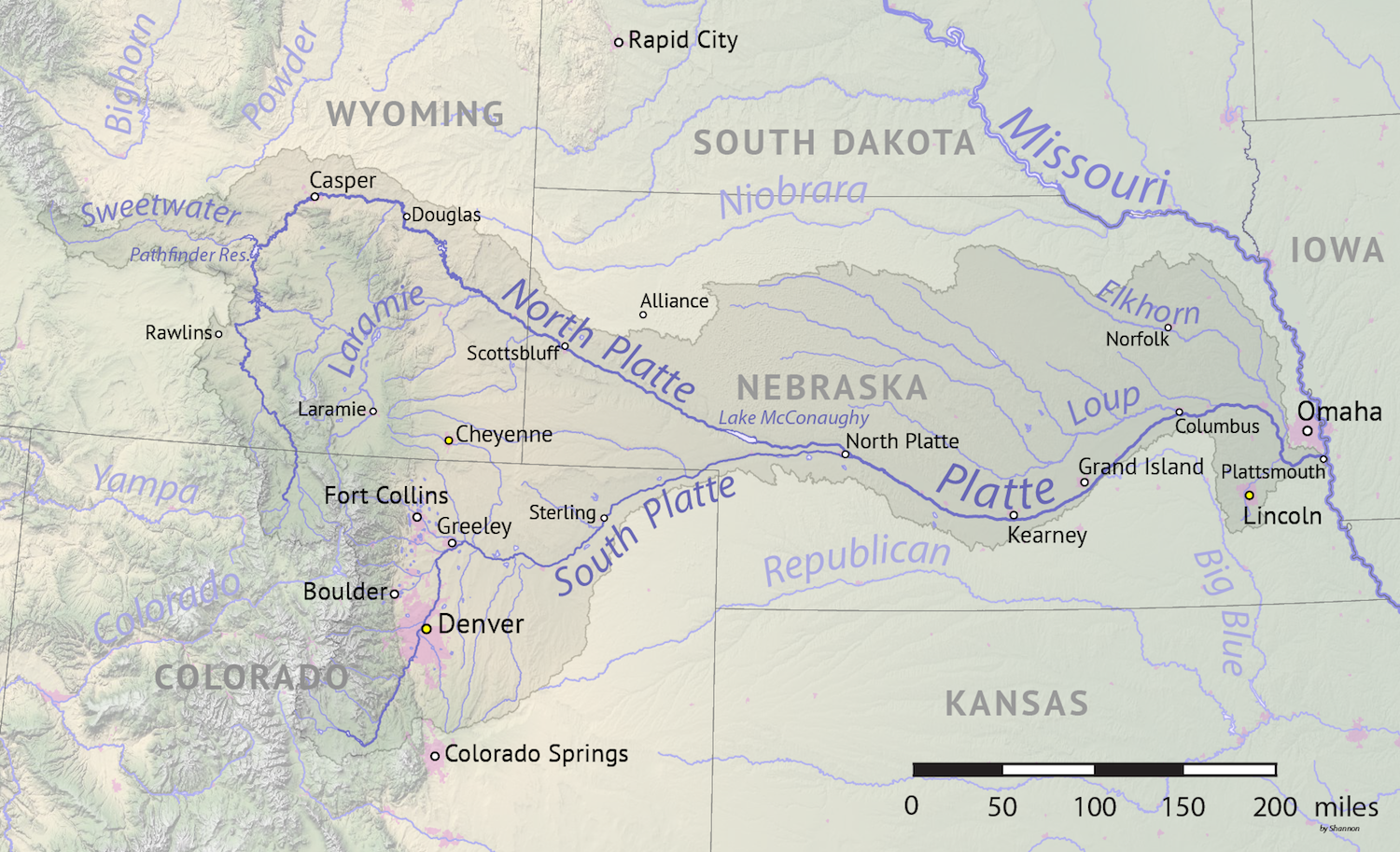
Mapa del río Platte en el que aparece —arriba a la izquierda— Douglas

Douglas se encuentra ubicada en las coordenadas 42°45′15.79″N 105°22′57.65″O / 42.7543861, -105.3826806, a orillas del río Platte Norte, cabecera del Platte, afluente del Misisipi. Según la Oficina del Censo, la localidad tiene un área total de 13,6 km² (5,3 mi²), de la cual 13,2 km² (5,1 mi²) es tierra y 0,4 km² (0,2 mi²) (2.67%) es agua.

### Localidades adyacentes
El siguiente diagrama muestra a las localidades en un radio de 80 kilómetros (49,7 mi) de Douglas.

## Demografía
En el 2000 la renta per cápita promedia del hogar era de $36.944, y el ingreso promedio para una familia era de $44.900. El ingreso per cápita para la localidad era de $17.634. En 2000 los hombres tenían un ingreso per cápita de $36.489 contra $18.662 para las mujeres. Alrededor del 14.10% de la población estaba bajo el umbral de pobreza nacional.
| 1890 | 1900 | 1910  | 1920  | 1930  | 1940  | 1950  | 1960  | 1970  | 1980  | 1990  | 2000  | 2010  |
| ---- | ---- | ----- | ----- | ----- | ----- | ----- | ----- | ----- | ----- | ----- | ----- | ----- |
| 491  | 734  | 2.246 | 2.294 | 1.917 | 2.205 | 2.544 | 2.822 | 2.677 | 6.030 | 5.076 | 5.288 | 6.120 |